# Hospital Clínic metróállomás
Hospital Clínic egyike a Spanyolországban található barcelonai metró metróállomásainak.

## Metróvonalak
Az állomást az alábbi metróvonalak érintik:
- 5-ös metróvonal

## Kapcsolódó állomások
Az állomáshoz az alábbi állomások vannak a legközelebb:
- Entença (Cornellà Centre, 5-ös metróvonal)
- Diagonal (Vall d'Hebron, 5-ös metróvonal)